# Pratyekabuddha
Ein Pratyekabuddha (Sanskrit; Pali: paccekabuddha; Einzel-Erwachter) ist ein zum Buddha erwachter Mensch, der jedoch nicht lehrt und kein Buddhagelübde abgelegt hat. Je nach buddhistischer Schulrichtung wird das Nichtlehren unterschiedlich bewertet. Einige Schulrichtungen sehen Pratyekabuddhas als nicht voll entwickelte Buddhas, da ihnen das Mitgefühl für unerlöste Wesen fehlt. Andere Richtungen achten den Pratyekabuddha als vollwertigen Buddha, der jedoch schlicht keine Lust zum Lehren des Dharmas entwickelt hat. Eine weitere Theorie besagt, Pratyekabuddhas erschienen nur in Zeitaltern, in denen die Lehre Buddhas verloren gegangen sei.